# Matti Kuparinen
Matti Kuparinen (* 16. Oktober 1984 in Pori) ist ein ehemaliger finnischer Eishockeyspieler, der zuletzt beim HC Bozen in der Erste Bank Eishockey Liga unter Vertrag stand. Zuivor war er über viele Jahre in der finnischen Liiga aktiv und spielte dort unter anderem für Ässät Pori, HIFK Helsinki und KalPa Kuopio.

## Karriere
Matti Kuparinen begann seine Karriere als Eishockeyspieler in seiner Heimatstadt in der Nachwuchsabteilung von Ässät Pori, für dessen Profimannschaft er von 2003 bis 2011 in der SM-liiga, der höchsten finnischen Spielklasse, aktiv war. Mit Ässät Pori erreichte er in der Saison 2005/06 das Playoff-Finale in der SM-liiga, scheiterte in diesem jedoch an HPK Hämeenlinna. Von 2007 bis 2011 war der Center Mannschaftskapitän bei Ässät.
Zur Saison 2011/12 wechselte Kuparinen innerhalb der SM-liiga zu KalPa Kuopio. Dort begann er auch die folgende Spielzeit, ehe er im Oktober 2012 vom HK Awangard Omsk aus der Kontinentalen Hockey-Liga für zwei Jahre verpflichtet wurde. Für Omsk absolvierte er 42 KHL-Partien, in denen er nur acht Scorerpunkte erzielte. Daher wurde sein Vertrag im Juli 2013 vorzeitig aufgelöst und Kuparinen wechselte anschließend zum HIFK Helsinki. Nach zwei Spielzeiten dort kehrte der Angreifer im April 2015 zu seinem Heimatklub Ässät zurück und war dort in den folgenden Spieljahren Mannschaftskapitän.
Im Frühsommer 2018 verließ er Pori und wechselte zum HC Bozen in die Erste Bank Eishockey Liga, nachdem er im Jahr zuvor mit Marco Insam in einer Reihe gespielt hatte, der ebenfalls zum HCB zurückgekehrt war. Im September 2019 beendete er seine Karriere.

### International
Für Finnland nahm Kuparinen 2012 an der Euro Hockey Tour teil.

## Erfolge und Auszeichnungen
- 2011 SM-liiga-Spieler des Monats Oktober

## Karrierestatistik
(Legende zur Spielerstatistik: Sp oder GP = absolvierte Spiele; T oder G = erzielte Tore; V oder A = erzielte Assists; Pkt oder Pts = erzielte Scorerpunkte; SM oder PIM = erhaltene Strafminuten; +/− = Plus/Minus-Bilanz; PP = erzielte Überzahltore; SH = erzielte Unterzahltore; GW = erzielte Siegtore; 1 Play-downs/Relegation; Kursiv: Statistik nicht vollständig)